# Nacionalni park Mago
Nacionalni park Mago je nacionalni park u Etiopiji. Smješten je u Regiji Južnih naroda, narodnosti i etničkih grupa, oko 782 kilometra južno od Adis Abebe i sjeverno od velikog zavoja od 90° na rijeci Omo. Park pokriva površinu od 2162 četvornih kilometara. Rijeka Mago, pritoka rijeke Omo, dijeli park u dva dijela. Zapadno je rezervat divljine za životinje Tama, a rijeka Tama određuje granicu između njih. Južno je lovno područje pod nadzorom plemena Murle. Ured parka nalazi se 115 kilometara sjeverno od Omoratea i 26 kilometara jugozapadno od Jinke. Sve ceste do i iz parka su makadamske.
Okoliš unutar i oko nacionalnog parka su rijeke i riječne šume, močvarna područja duž nižeg Maga i oko jezera Dipa, različiti travnjaci na više nivoa visine i grmlje na stranama brda. Otvoreni travnjaci čine oko 9 % površine parka. Najveća stabla nalaze se u riječnoj šumi pored Omoa, Maga i Neri. Područja duž donjeg Oma (unutar parka) naseljena su raznim etničkim grupama, uključujući narode Aari, Banna, Bongoso, Hamar, Karo, Kwegu, Male i Mursi.
Nacionalni park Mago osnovan je 1979. godine, što ga čini najmlađim od nacionalnih parkova Etiopije. Njegova najviša točka je Mount Mago (2528 metara). Autohtone vrste ptica su Turdoides tenebrosus, posebno na jezeru Dipa, Estrilda troglodite u travama uz potoke i rubove močvara, Phoeniculus damarensis, Porphyrio alleni, Butorides striatus, također na jezeru Dipa, a oko rijeka Pluvianus aegypticus, Scotopelia peli i Cotopesspha peli. niveicapilla. Možda najpoznatija atrakcija u parku su Mursi, poznati po probijanju usana i umetanju diskova izrađenih od gline.

## Vanjske poveznice
- (engl.) Službene stranice